# 金万照

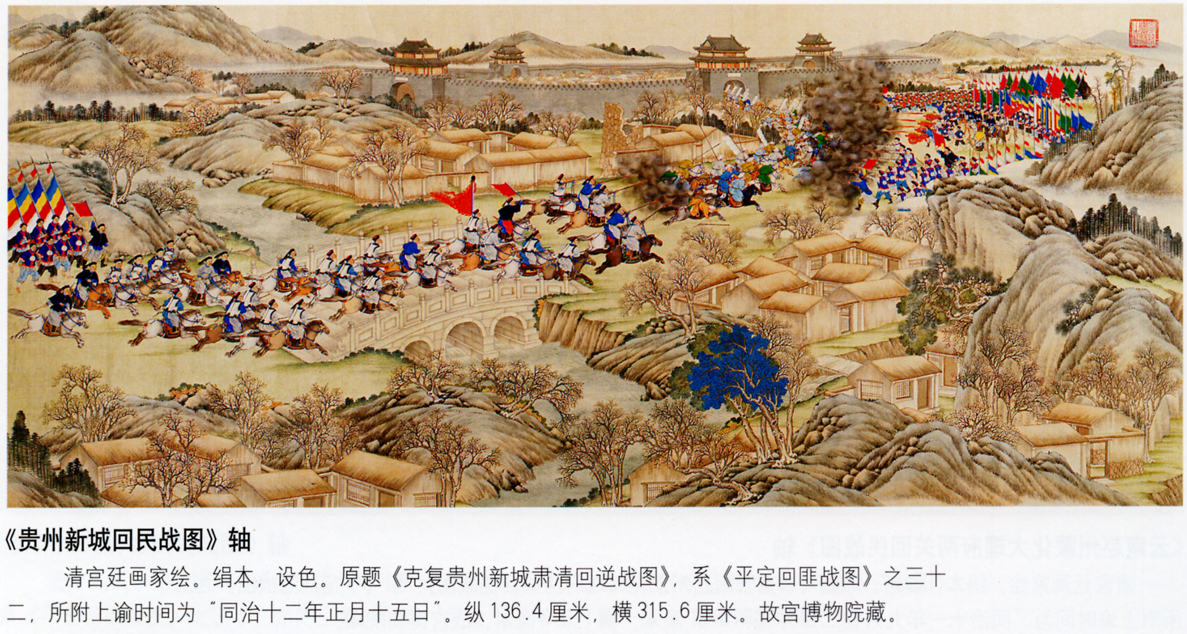
新城の戦い

金 万照（きん ばんしょう、Jin Wanzhao、1838年 - 1872年）は、清末の貴州省での回族蜂起の指導者。字は盛斗。
雲南省澂江県出身。幼いころからクルアーンを学び、アラビア語に通暁していた。甘粛省に遊学し、ジャフリーヤ教団（哲赫林耶、Jahriya）に学んだ。帰郷後はジャフリーヤの教えを講義して、雲南省・貴州省の回民から大学者として尊敬された。当時、貴州省では張凌翔・馬河図が回民を率いて蜂起していたが、1862年に清軍は投降を呼びかけるために金万照を派遣した。しかし金万照は逆に蜂起軍に参加し、経略大臣に任命された。蜂起軍は『民族平等条例』『保護行商条例』を発し、雑税を取り除いたため、漢人・ミャオ族・プイ族・イ族なども参加した。1864年に張凌翔・馬河図が興仁で戦死した後は、金万照は蜂起軍を率いて貴州提督周達武率いる湘軍と8年に渡って対峙した。しかし1872年に根拠地の新城が落城し、金万照は貴陽に送られて処刑された。新城の回民は貞豊や普安などに逃れようとしたが、飢えと寒さで大部分が途中で死亡した。